# Argelliers
Argelliers este o comună în departamentul Hérault din sudul Franței. În 2009 avea o populație de 878 de locuitori.

## Evoluția populației
| An        | 1975 | 1982 | 1990 | 1999 | 2006 | 2009 |
| --------- | ---- | ---- | ---- | ---- | ---- | ---- |
| Populație | 196  | 255  | 534  | 731  | 769  | 878  |